# Désiré Écaré
Désiré Écaré, (de son vrai nom EKRARY) né le 15 avril 1939 à Treichville (Côte d'Ivoire) et mort le 16 février 2009  à Abidjan,,,,, est un réalisateur ivoirien.

## Biographie
Désiré Ecaré, chrétien d'origine akan, passe la plus grande partie de son enfance à Abidjan, dans une famille de dix enfants qui tous vont à l'école. Son père est fonctionnaire et sa mère, femme  au foyer. Il commence ses études secondaires au Collège Catholique de Daloa, puis au Collège d'Orientation du Plateau et enfin au Lycée Classique d'Abidjan. Il fréquente le Centre d'Art Dramatique d'Abidjan en 1959. Il quitte la Côte d'Ivoire pour la France, le 19 septembre 1961, grâce à une bourse d'études du gouvernement ivoirien et, brillant  élève, y obtient son baccalauréat Sciences expérimentales. Son but est de faire du théâtre tout en préparant une licence ès lettres. Ne pouvant entrer au Conservatoire, il intègre le Centre d'Art Dramatique de la rue Blanche où il est couronné, deux ans plus tard, d'un deuxième prix d'art dramatique. Il laisse ses études universitaires pour rejoindre l'IDHEC en 1964 où il obtient en 1966,,, un diplôme de réalisateur producteur,. Il y rencontre sa future femme d'origine finlandaise avec qui il a deux enfants.
Désiré Ecaré entame une carrière d'acteur au théâtre en intégrant la Compagnie du Toucan, la troupe de Jean-Marie Serreau. Il crée sa propre maison de production, Les Films de la Lagune, pour réaliser son premier film, Concerto pour un exil, sur un thème proposé par sa femme Marjietta Ecaré : l'aliénation sociale et psychologique des Africains vivant à Paris. Pour cela, il vend sa propre voiture et le chef du bureau du cinéma du ministère de la Coopération, Jean-René Debrix, lui confie dix rouleaux de pellicule. Après avoir vu les premiers rushs, le directeur d'Argos Films, Anatole Dauman, lui fournit les fonds nécessaires pour boucler son film, lequel sera coproduit avec sa propre société Films de la Lagune.
Concerto pour un exil est largement basé sur l'improvisation des acteurs, qui à l'exception de Claudia Chazel, sont des non-professionnels. Henri Duparc, qui a fait l'IDHEC avec Désiré Ecaré, y remplacera parfois des acteurs défaillants, de même que sa femme. Il remporte le prix du jeune cinéma à Hyères,et est sélectionné à la Semaine de la critique du festival de Cannes en 1968. Il est également primé à Oberhausen, Taschkent et aux Journées cinématographiques de Carthage.
En 1968, il explique aux Cahiers du cinéma le recul des gouvernements africains à soutenir les films : "Notre cinéma est une arme à double tranchant. Si vous frappez avec le tranchant, ça coupe tout le monde. Avec le plat, c'est une caresse", et il ajoute : "Si je disais tout ce que je pense, je n'aurais plus qu'à fuir l'Afrique".
Il tourne à Paris, en 1970, A nous deux France ! avec Pierre Garnier, Frédérique Layne, Marie Gabrielle N'Guipie, encore sur l'aliénation, mais sur un mode satirique (les Africaines délaissées par les Africains venus étudier à Paris, qui leur préfèrent les Occidentales). Il est encore produit par Argos Films et les Films de la Lagune, et en boucle le montage en trois mois, avec un budget de seulement 20 000 $. Désiré Ecaré veut l'appeler Suite, mais Argos Films préfére le titre Femme nue, femme noire,, d'après le poème de Senghor. Il s'y opposa, préférant A nous deux France ! "où France est à la fois le prénom de l'héroïne et celui du pays d'accueil". La musique est de Memphis Slim qui jouera lors de sa première à Abidjan le 16 juin 1970. Il obtient le prix spécial du jury à Hyères. Le film étant basé sur l'ironie, il se joue du mouvement de la négritude, ce qui lui vaut d'être interdit au Sénégal durant toute la présidence Senghor.
Il retourne en 1972 à Abidjan et y devient fonctionnaire, conseiller du ministre du Tourisme et de la Culture sur l'impact du tourisme sur le patrimoine culturel ivoirien, mais il démissionne en 1973 pour tourner Visages de femmes mais dont il doit arrêter le tournage faute de moyens. Il tente d'en réunir en démarrant un élevage de porcs, puis achète le restaurant "Le Maquis" à Ouagadougou. Revenu en 1983 à Abidjan, il termine Visages de femmes qu'il a produit et réalisé avec un budget global de 280 000 $. Le film est présenté en 1985 à la Semaine de la critique du Festival de Cannes et obtient le prix Fipresci. Sorti à Paris quelques semaines après, il est vu par 130 105 spectateurs sur 16 semaines, mais le film fait scandale en raison d'une longue scène d'amour explicite et est interdit en Côte d'Ivoire "pour obscénité et atteinte à la pudeur", ce qui provoque de grands débats et un intérêt démultiplié du public.
Désiré Ecaré essaye ensuite de réaliser un scénario écrit quelques années auparavant, Affaires africaines. Possiblement intitulé Indépendance cha cha, "ce serait l'histoire de tous les changements qu'a connu l'Afrique depuis les Indépendances, à travers le regard de deux paysans", indique Désiré Ecaré à Jacques Siclier. "Tout se transforme autour d'eux, sauf leur minuscule existence". Ce film sur ces êtres malmenés par les réformes administratives et sur le retour au pays des anciens émigrés après les Indépendances prévoit un gros budget mais le réalisateur ne parvient pas à le financer.

## Filmographie

### Courts métrages
Réalisateur, scénariste
- 1967 - Concerto pour un exil (+ scénariste, dialoguiste, auteur de commentaires et monteur)[4],[11]

### Longs métrages
Réalisateur, scénariste, producteur
- 1970 - A nous deux France !  (+ scénariste) avec Pierre Garnier, Frédérique Layne, Marie Gabrielle N'Guipie [14],[11],[4].
- 1985 - Visages de femmes (+producteur et scénariste) avec Eugénie Cissé-Roland, Sidiki Bakaba, Albertine N'Guessan, Kouadio Brou, Véronique Mahile[4],[1],[11],[15]